# ¡Chicas!
¡Chicas!, anche conosciuto con il titolo di Chicas!, è il secondo album in studio del cantante spagnolo Miguel Bosé, pubblicato nel 1979. È il primo album di Bosé pubblicato in Italia.

## Descrizione
Preceduto dal singolo Anna (registrato nel 1978 e incluso, però, soltanto nel suo precedente album spagnolo Miguel Bosé), il disco è stato registrato negli studi CBS di Londra, GRS di Milano ed Eurosonic' Madrid. Il missaggio è avvenuto ai Musicland Studios di Monaco e il transfert allo Allen Zent Recording di Hollywood.
L'album è stato distribuito dalla casa discografica CBS nei formati LP e musicassetta nel 1979, con il titolo di ¡Chicas!, in Spagna e nei paesi di lingua spagnola, e con il titolo di Chicas! nei paesi di altra lingua. Il disco è infatti stato pubblicato in più edizioni e più versioni, con canzoni cantate interamente in spagnolo solo per il mercato ispanofono, per quello europeo alcune canzoni sono state cantate in inglese, mentre per quello italiano alcune canzoni sono state cantate in italiano. Alcune edizioni sono state pubblicate da altre etichette discografiche, comprese Good Music (Italia); Epic (Messico); Chile-Discos CBS Inc. U.S.A. (Cile); ecc. Ristampato varie volte nel corso degli anni ottanta, la prima ristampa in formato CD risale al 1992.
L'edizione italiana del disco contiene il primo grande successo di Bosé, Super Superman, e altri nove brani. Come gli album seguenti dell'artista ispanico, appositamente creati per il mercato italiano, questo disco è costituito da brani in inglese, alternati a brani cantati in italiano. I tre brani in lingua italiana, Piccolo cigno, Pensa a me così e Credo in te, verranno re-inseriti nella compilation del 1982, Bravi ragazzi - I grandi successi di Miguel Bosé, contenente, oltre alla nota title track, che vinse il Festivalbar 1982, esclusivamente brani in italiano per lo più tratti dai primi tre album italiani di Miguel. La versione europea (detta anche versione inglese) di Chicas! comprende undici canzoni, in un altro ordine: la traccia in più è Deja que, cantata in spagnolo e curiosamente scritta da Bosé assieme a Sandro Giacobbe. Un'altra curiosità riguarda il brano Vote Johnny 23, il cui titolo (e relativo testo) nell'edizione italiana è in inglese: cantato invece in lingua spagnola, il pezzo presenta la variazione del numero contenuto nel titolo, diventando Vota Juan 26.
L'edizione europea Chicas!, pubblicata nel 1979 dalla CBS con numero di catalogo CBS E 86089, nota anche, in parte impropriamente, come edizione inglese - in realtà, la denominazione non deriva dalla pubblicazione dell'album in Gran Bretagna, dove, in realtà, non è mai uscito, ma dal fatto che contiene alcuni brani cantati in inglese, a cui corrispondono gli stessi pezzi in italiano o in spagnolo nelle rispettive edizioni italiana e spagnola. Questa edizione cosiddetta europea/inglese è quasi uguale a quella spagnola, con l'unica differenza che il brano Perdón señor compare come decima traccia invece che come sesta.

## Tracce
LP Spagna
01. «Vota Juan 26» 3:45 (Bosé, Felisatti, Vaona)
02. «Super Superman» 3:37 (Bosé, Felisatti, Vaona)
03. «Mamma Mamma» 3:00 (Bosé, Felisatti, Vaona)
04. «Sì... piensa en mi» 3:23 (Cogliati, Bosé, Felisatti, Vaona)
05. «Creo en ti 3:53» (Cogliati, Perales, Bosé)
06. «Perdon señor» 2:40 (Cogliati, Bosé, Arbex)
07. «Shoot me in the back» 4:51 (Arbex)
08. «Friday night in Münich» 3:49 (Arbex)
09. «Seventeen 4:33» (Arbex)
10. «Winter butterfly» 3:47 (Arbex)
11. «Deja que...» 3:37 (Giacobbe, Bosé)
LP/MC, Italia
1. Super Superman – 3:37 (Bosé, Felisatti, Vaona)
2. Shoot me in the back – 4:51 (Arbex)
3. Credo in te – 3:53 (Cogliati, Perales, Bosé)
4. Winter butterfly – 3:47 (Arbex)
5. Piccolo cigno – 2:40 (Cogliati, Bosé, Arbex)
6. Vote Johnny 23 – 3:45 (Bosé, Felisatti, Vaona)
7. Mamma, mamma – 3:00 (Bosé, Felisatti, Vaona)
8. Friday night in Münich – 3:49 (Arbex)
9. Seventeen – 4:33 (Arbex)
10. Pensa a me così – 3:23 (Cogliati, Bosé, Felisatti, Vaona)

LP Europa
01. «Vota Juan» 26 3:45 (Bosé, Felisatti, Vaona)
02. «Super Superman» 3:37 (Bosé, Felisatti, Vaona)
03. «Mamma Mamma» 3:00 (Bosé, Felisatti, Vaona)
04. «Sì... piensa en mi» 3:23 (Cogliati, Bosé, Felisatti, Vaona)
05. «Creo en ti 3:53» (Cogliati, Perales, Bosé)
06. «Shoot me in the back» 4:51 (Arbex)
07. «Friday night in Münich» 3:49 (Arbex)
08. «Seventeen 4:33» (Arbex)
09. «Winter butterfly» 3:47 (Arbex)
10. «Perdon señor» 2:40 (Cogliati, Bosé, Arbex)
11. «Deja que...» 3:37 (Giacobbe, Bosé)
LP Germania, Paesi passi
01. «Vote Johnny 23»
02. «Super Superman»
03. «Please think of me»
04. «Omni padme um»
05. «Creo en ti»
06. «Yes ma'am»
07. «Shoot me in the back»
08. «Friday night in Münich»
09. «Seventeen»
10. «Winter butterfly»
11. «Angel of the night»
LP Messico
01. «Vota Juan 26»
02. «Super Superman»
03. «Deja que...»
04. «Adiós»
05. «Noche blanca en Münich»
06. «Creo en ti»
07. «Sí... piensa en mí»
08. «Gata y gallo»
09. «Perdón, señor»
10. «Shoot me in the back "Me disparaste a traición"»
LP Argentina
01. «Super Superman»
02. «Vota Juan 26»
03. «Sí... piensa en mí»
04. «Mamma, mamma»
05. «Shoot me in the back "Disparame a la espalda"»
06. «Creo en ti»
07. «Noche blanca en Münich»
08. «Seventeen»
09. «Winter butterfly "Mariposa de invierno"»
10. «Deja que... »

## Personale

### Musicisti
- Miguel Bosé - voce
- Andrea Bronston - cori
- Anne Clayton - cori
- Judy Clericuzio (Guns & Butter) - cori
- Paula Narea - cori
- Mary Jamison - cori
- Raquel Ramírez - cori
- Linda Wesley - cori
- Guzmán - cori
- Laredo - cori
- Jack Jamison (Guns & Butter) - cori
- Jim Kashishian - cori
- Jacques Landry - cori
- Miguel Morales - cori
- Eduardo Ramírez - cori

### Personale tecnico
- Danilo Vaona - arrangiamenti e direzione artistica
- Graham Preskett - arrangiamenti
- B. Gascoigne - arrangiamenti
- Fernando Arbex - direzione artistica
- Steve Taylor - tecnico del suono
- Carlo "Michel" Assalini - tecnico del suono
- Pepe Loeches - tecnico del suono
- Peter Lauedemann: missaggio
- Brian Gardner: transfert
- Juan Gatti: design
- Jaime Villalba: fotografia

## Edizioni (parziale)
- ¡Chicas! (CBS, CBS S 86089, LP, 1979, Spagna)
- ¡Chicas! (CBS, CBS LSP-13850, LP, 1979, Spagna)
- Chicas! (CBS, CBS 86089, LP, 1979, Italia)
- Chicas! (CBS CBS E 86089, LP, 1979, Europa)
- ¡Chicas! (Epic, LNS 17269, LP, 1979, Messico)
- ¡Chicas! (CBS, 19.991, LP, 1979, Argentina)
- Chicas! (LP, 1979 Germania/Paesi Bassi)

## Classifiche
| Classifica (1979) | Posizione massima |
| ----------------- | ----------------- |
| Italia            | 4                 |
| Spagna            | 7                 |